# BMW

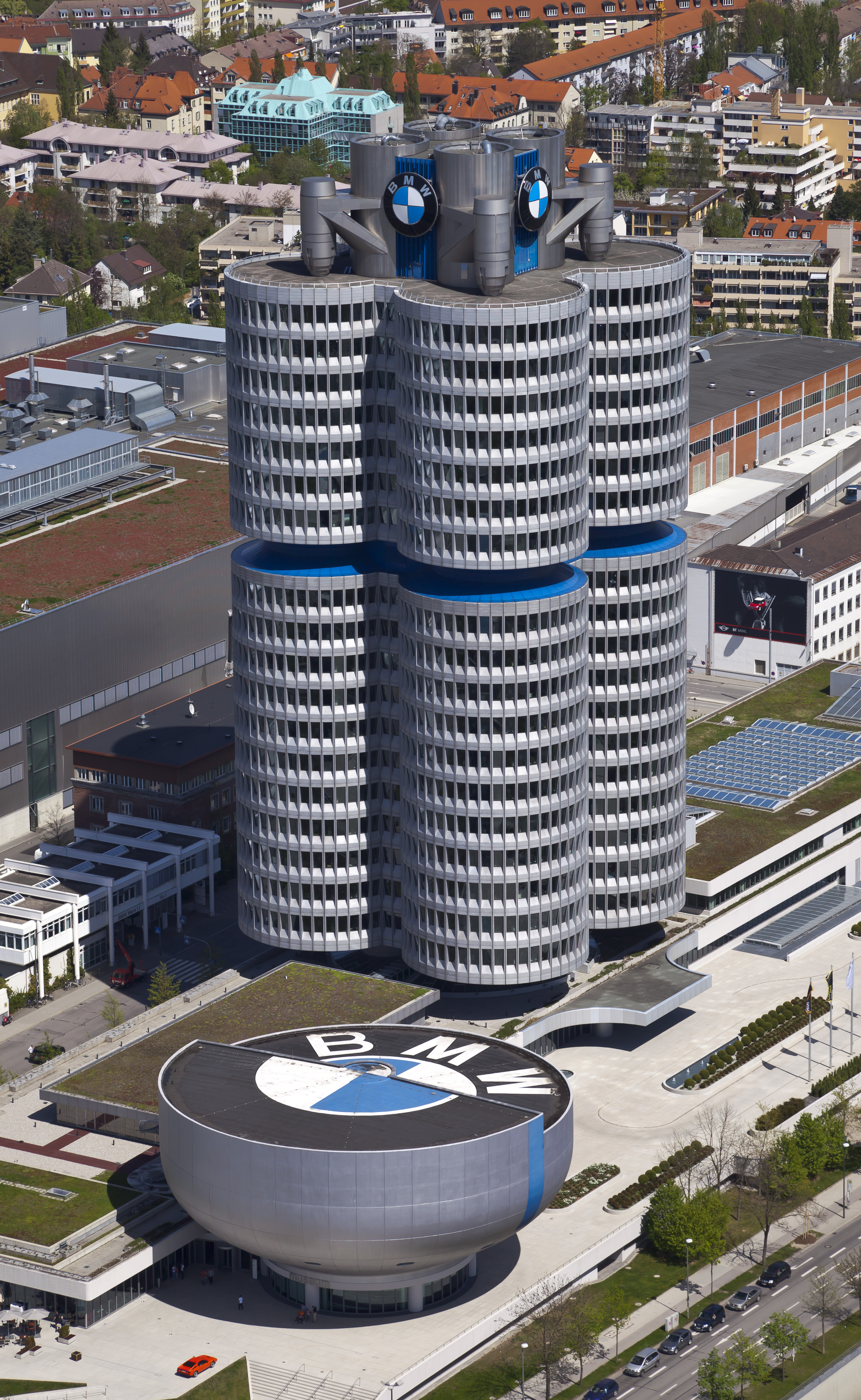
BMW 본사(일명 "4기통 건물")

바이에른 원동기 제조 주식회사(독일어: Bayerische Motoren Werke AG 바이리셰 모토렌 베르케 악치엔게젤샤프트[*], 약칭:BMW: 베엠베, 비엠더블유)는 독일 바이에른주 뮌헨에 본사를 두고 있는 자동차, 모터사이클 및 엔진 제조 회사이다. 부속 브랜드로는, 영국의 자동차 제조사 롤스로이스 자동차와 BMW 미니를 두고 있다. 영국의 SUV 제조사 랜드로버도 보유하였으나, 포드 모터 컴퍼니에 매각하였고, 현재는 재규어 랜드로버를 관리하는 타타 자동차가 소유하고 있다.
독일 국내에서는 ZF와 협력하고 있으며, BMW의 후륜구동 차량에는 거의 ZF의 자동변속기가 달린다.
BMW는 메르세데스-벤츠, 아우디와 더불어 독일의 3대 고급차 제조사로 손꼽히지만, 2018년 연쇄적인 차량 화재 발생으로 인해 대한민국에서의 회사 이미지가 실추되었다.

## 역사
1913년 칼 프리드리히 라프가 뮌헨 지역에 항공기 엔진 제조업체인 라프 모토렌 베르케(Rapp Motoren Werke)를 설립해 독일 공군에 엔진을 납품했다. 1916년 경영 위기에 처한 라프 모토렌 베르케를 오스트리아 태생 엔지니어인 프란츠 요세프 포프와 그의 동업자인 막스 프리츠가 인수하였다, 이듬해인 1917년 회사 이름을‘바이에른 자동차 제작소(Bayerische Motoren Werke)로 변경하고, 1918년 주식회사로 상장시켰다. 이후 포프의 경영 하에 BMW는 항공기 엔진을 생산해 독일 군대에 납품했다.
이후 BMW는 전쟁 후 독일의 힘든 경제 상황에 맞추어 보급형 콤팩트 차량인 BMW 700을 제작했다. BMW 700은 모노코크 바디(일체형 프레임 차량구조)와 후방 엔진 구조가 특징적이었으며, 세단, 쿠페, 컨버터블 총 세가지 종류로 출시되었다. BMW 700은 출시 전부터 1만 5천 대의 주문을 기록했으며, 1965년 생산이 종료될 때까지 총 18만 1천 대가 판매되었다.
BMW 700의 초기 선전에도 불구하고 1959년까지 BMW의 자동차 부문은 재정난에 빠져있었으며, 사업을 청산할 것인지 계속할 방안을 마련할 것인지에 대한 주주총회가 열렸다. 경영진은 당시 인수합병을 제안해온 다임러-벤츠의 제안을 받아들이려 했지만 BMW가 다임러-벤츠의 하청업체로 전락하는 것을 반대하는 주주들의 의견으로 이는 무산되었다. 회의는 사업을 계속하기로 결정하였고 전 항공기 제조사인 Messerschmitt사와 Heinkel사처럼 인기 있는 독일의 소형차 사업에 들어가기로 했다. BMW의 오토바이 엔진을 변형하여 이용하고 있던 소형차인 이탈리아의 Iso Isetta의 제조권을 구입하였다. 이로서 BMW 600이 생산되었다. 이 방안은 성공적이었고 회사가 정상 궤도로 돌아오는데 도움이 되었다. 이후 헤르베르트 콴트가 BMW의 나머지 주식을 모두 사들이면서 BMW는 독립회사로 존속할 수 있게 되었다. 1959년부터 BMW AG의 지배 대주주는 46%의 주식을 소유한 콴트가(家)이고 나머지는 일반주주들이다.
1961년 ‘BMW 뉴 클래스’시리즈의 첫 번째 모델로 BMW 1500을 시장에 출시했다. 이때 뉴 클래스의 의미는 BMW가 제2차 세계대전 이후 양산하지 않았던 1,500cc~2,000cc (준중형) 엔진 차량이라는 의미였다. 1500은 대량생산을 겨냥한 실용적인 3박스 세단이었다. 하지만 다른 BMW 차들보다 날카로운 라인이 특징적이었다.
2018년, BMW 차량들에 화재가 연쇄적으로 발생하였다.

## 사건·사고

### 대한민국에서의 연쇄적인 차량 화재 사고
2018년 들어 36대의 BMW 차량이 운행 중 불길에 휩싸였고, 특히 7월부터는 화재가 하루 이틀꼴로 발생했다. 디젤차의 배기가스 오염물질을 줄이기 위한 장치 가운데 하나인 '배기가스 재순환장치'(EGR)에서 샌 냉각수의 침전물들이 쌓여 있다가 고온의 배기가스에 노출돼 발화되었다는 게 BMW 측의 공식 설명이다.
BMW는 화재 발생 가능성이 있는 차량 약 10만 대를 리콜하는 등 사태 수습에 나섰다. 하지만 리콜 대상이 아닌 차량에서도 화재가 이어졌다는 점, 안전진단을 마치고 문제가 없다는 확인서까지 받은 BMW 차량에서도 화재가 발생했다는 점 등으로 인해 BMW 측에 대한 불신이 팽배해졌다. 일부 소비자들은 서울남대문경찰서에 BMW 고소장을 제출하였다. 일부 주차장들은 BMW 차량의 주차를 거절하기도 하였다. 국토교통부는 8월 16일 긴급안전진단을 받지 않은 BMW 리콜 대상 차량에 대해 점검 명령과 운행정지 명령을 발동할 것을 시·도에 요청했다.

## 차종

### 세단/해치백
- 1시리즈 (준중형)
- 3시리즈 (중형)
- 5시리즈 (준대형)
- 7시리즈 (대형)

### 쿠페
- 2시리즈
- M2
- 4시리즈
- M4
- 6시리즈
- M6
- 8시리즈
- M8

### SUV
- X1
- X2
- X3
- X4
- X5
- X6
- X7

#### 고성능
- X3 M
- X4 M
- X5 M
- X6 M
- XM
- M1
- M2
- M3
- M4
- M5
- M6
- M7 참고로 이 차는 그냥 만들어지고 팔릴가능성이 없다
- M8

### 로드스터
- Z4

### 해치백
- 1시리즈 (준중형-A클래스 차종)

### 친환경 자동차
- i3
- i5
- i8
- iX3
- iX

### 모터사이클
BMW는 오토바이 엔진과 오토바이를 제1차 세계대전 때부터 생산하기 시작하였다. BMW 오토바이 회사는 BMW Motorrad라는 이름으로 활동 중이다. BMW의 첫 번째 성공적인 오토바이 모델은 R시리즈 'R32' 로 1923년에 생산되었다. 이 오토바이의 기본 구조틀은 1980년대 후반까지 사용되었다. 1982년, K시리즈를 만들기 시작하였다.

## 같이 보기
- BMW 드라이빙 센터
- BMW 모토라드
- BMW 박물관